# Jumpscare

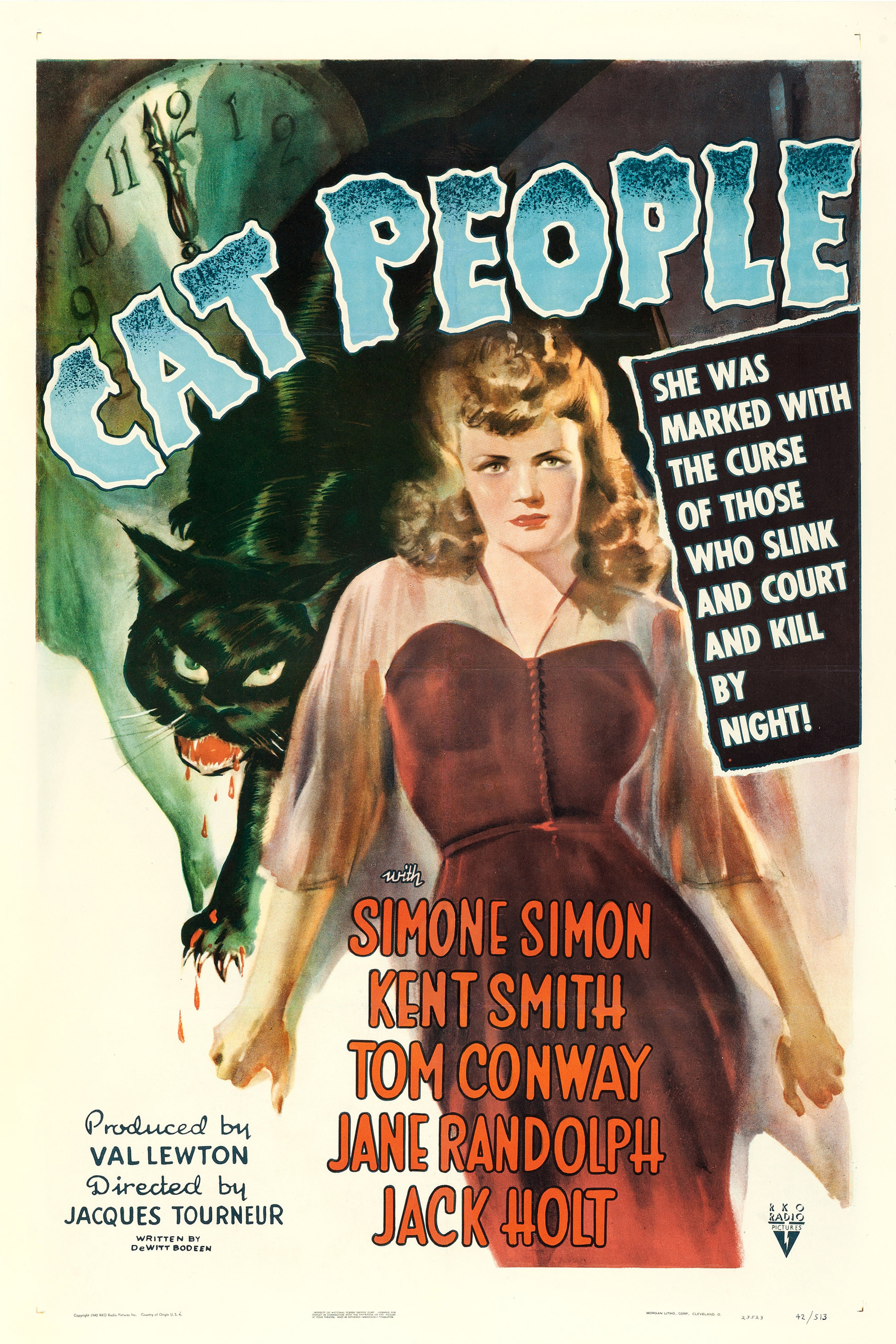
Locandina del film Il bacio della pantera (1942), considerato il primo film in cui è presente un jumpscare.

Il jumpscare o jump scare (traducibile dall'inglese come "salto di paura") è una scena momentanea, improvvisa e spaventosa in un'opera audiovisiva, con l'intento di far trasalire lo spettatore.

## Descrizione
I jumpscare sono ricorrenti nei film e nei videogiochi dell'orrore e la loro efficacia dipende principalmente dal contesto in cui avvengono: in molti di essi viene fatto credere che niente di pauroso stia per accadere e, proprio per questo, la musica viene abbassata al minimo e i suoni resi quasi impercettibili. In seguito accade l'impensabile, ad esempio compare un essere spaventoso e aumenta drasticamente il volume della musica, atto esso stesso a spaventare lo spettatore.
Questo espediente ha avuto riscontri misti: se alcuni lo apprezzano, altri lo considerano pigro e semplicistico.